# 1909–1910-es svájci labdarúgó-bajnokság (első osztály)
Az 1909–1910-es Swiss Serie A volt a 13. alkalommal megrendezett, legmagasabb szintű labdarúgó-bajnokság Svájcban.
A címvédő a Young Boys volt. A bajnokságot újra a Young Boys csapata nyerte, a bajnokság történetében harmadjára.

## Keleti csoport
| Hely. | Csapat               | M  | Gy | D | V | G+ | G– | Gk  | P  | Továbbjutás vagy kiesés |
| ----- | -------------------- | -- | -- | - | - | -- | -- | --- | -- | ----------------------- |
| 1.    | Aarau                | 11 | 9  | 2 | 0 | 40 | 7  | +33 | 20 | Továbbjutó              |
| 2.    | Winterthur           | 11 | 7  | 2 | 2 | 26 | 14 | +12 | 16 |                         |
| 3.    | Zürich               | 11 | 6  | 2 | 3 | 32 | 23 | +9  | 14 |                         |
| 4.    | St. Gallen           | 11 | 5  | 0 | 6 | 18 | 21 | −3  | 10 |                         |
| 5.    | Young Fellows Zürich | 11 | 4  | 0 | 7 | 30 | 30 | 0   | 8  |                         |
| 6.    | Baden                | 11 | 2  | 0 | 9 | 18 | 43 | −25 | 4  |                         |
| 7.    | Grasshoppers         | 6  | 0  | 0 | 6 | 2  | 28 | −26 | 0  |                         |

## Központi csoport
| Hely. | Csapat     | M  | Gy | D | V | G+ | G– | Gk  | P  | Továbbjutás vagy kiesés |
| ----- | ---------- | -- | -- | - | - | -- | -- | --- | -- | ----------------------- |
| 1.    | Young Boys | 10 | 6  | 1 | 3 | 38 | 18 | +20 | 13 | Továbbjutó              |
| 2.    | Old Boys   | 10 | 4  | 3 | 3 | 26 | 23 | +3  | 11 |                         |
| 3.    | Bern       | 10 | 4  | 3 | 3 | 22 | 20 | +2  | 11 |                         |
| 4.    | FC Biel    | 10 | 4  | 2 | 4 | 27 | 23 | +4  | 10 |                         |
| 5.    | Basel      | 10 | 4  | 2 | 4 | 24 | 24 | 0   | 10 |                         |
| 6.    | Luzern     | 10 | 2  | 1 | 7 | 15 | 44 | −29 | 5  |                         |

## Nyugati csoport
| Hely. | Csapat                   | M  | Gy | D | V | G+ | G– | Gk  | P  | Továbbjutás vagy kiesés |
| ----- | ------------------------ | -- | -- | - | - | -- | -- | --- | -- | ----------------------- |
| 1.    | Servette                 | 10 | 8  | 1 | 1 | 45 | 12 | +33 | 17 | Továbbjutó              |
| 2.    | Stella Fribourg          | 10 | 3  | 3 | 4 | 36 | 35 | +1  | 9  |                         |
| 3.    | La Chaux-de-Fonds        | 10 | 3  | 3 | 4 | 30 | 34 | −4  | 9  |                         |
| 4.    | Etoile La Chaux-de-Fonds | 10 | 3  | 3 | 4 | 29 | 39 | −10 | 9  |                         |
| 5.    | Montriond Lausanne       | 10 | 3  | 3 | 4 | 20 | 33 | −13 | 9  |                         |
| 6.    | Cantonal Neuchâtel       | 10 | 3  | 1 | 6 | 23 | 30 | −7  | 7  |                         |

## Döntő
| Hely. | Csapat        | M | Gy | D | V | G+ | G– | Gk | P | Továbbjutás vagy kiesés |
| ----- | ------------- | - | -- | - | - | -- | -- | -- | - | ----------------------- |
| 1.    | Young Boys    | 2 | 2  | 0 | 0 | 5  | 2  | +3 | 4 | Bajnok                  |
| 2.    | Servette Genf | 2 | 1  | 0 | 1 | 4  | 3  | +1 | 2 |                         |
| 3.    | Aarau         | 2 | 0  | 0 | 2 | 2  | 6  | −4 | 0 |                         |